# Washington (Californie)
Pour les articles homonymes, voir Washington.
Washington est une localité non incorporée situé dans le comté de Nevada en Californie.

## Géographie
Washington se situe à 39° 21′ 31″ N, 120° 48′ 02″ O, sur les rives de la partie sud du fleuve Yuba.

## Démographie
Washington a une population d'approximativement 200 personnes qui varie de façon saisonnière avec le tourisme durant l'été.
Elle compte un hôtel/bar et un restaurant, un magasin alimentaire, une école d'une seule classe qui éduque des élèves depuis plus de 100 ans, ainsi que deux terrains de camping.

## Histoire
Les premiers colons arrivèrent durant la ruée vers l'or en 1849 et produisirent une grande quantité d'or. Des mines cherchant l'or en profondeur s'établirent et commencèrent à produire fortement. Dans cette région, Washington est le seul lieu subsistant de cette époque. Des stigmates de cette période sont encore visibles aujourd'hui, tels que les mines d'or, les mines à hydraulique, les mines de métaux durs. Durant cette période, un grand nombre de Chinois vivaient à Washington.

## Commerce
La plus grosse activité de Washington est un camping, le River Rest, en activité depuis les années 1960 avec différent propriétaires successifs. L'été voit le terrain de camping habituellement rempli au-delà de sa capacité et des réservations sont généralement exigées.
Washington a été également été décrit dans un film publicitaire national de téléphone dans les années 1990 (« de Washington, D.C., à Washington (Californie) »).